# Командування ВМС (Німеччина)
Командування військово-морськими силами (нім. Marinekommando, MarKdo) є найвищім командування ВМС Німеччини у Збройних силах, разом зі штабом інспектора ВМС, найвищім командувачем ВМС. Воно було сформовано у 2012, після об'єднання військово-морського офісу (Marineamt), військово-морського штабу (Führungsstab der Marine), та командування флотом (Flottenkommando), яке було частиною великої реорганізації збройних сил. Він базується у Ростоку, Мекленбург-Передня Померанія.

## Організація
Командування ВМС очолює інспектор ВМС у званні віце-адмірала, йому допомагає заступник інспектора ВМС та командир флоту, разом з начальником штабу командування ВМС.
Структура командування складається з п'яти департаментів. Сили ВМС підпорядковуються різним головам департаментів.
- Операції
  - Einsatzflottille 1 (флотилія 1) 
  - Einsatzflottille 2 (флотилія 2)
  - Marinefliegerkommando (командування морською авіацією)
- Планування
- Особовий склад, тренування та організація
  - Школи ВМС
- Підтримка операцій
  - Marineunterstützungskommando (командування силами підтримки)
- Медична служба ВМС
  - Військово-морський медичний інститут ВМС

та командування штабом.